# W. W. Rouse Ball
Pour les articles homonymes, voir Rouse et Ball.
Walter William Rouse Ball, né le 14 août 1850 à Hampstead, Londres, Angleterre et mort le 4 avril 1925 à Elmside, Cambridge, Angleterre, est un mathématicien britannique. Il a pour étudiant Ernest Barnes. Historien des mathématiques, on lui doit aussi quelques travaux sur les pavages et les carrés magiques.

## Biographie
Rouse Ball entre à Trinity College, Cambridge en 1870. Second wrangler et lauréat du prix Smith en 1874, il est associé à Cambridge (Fellow) de 1875 à 1905. Il y demeure le reste de sa vie. En 1919, il est le fondateur et premier président du Pentacle Club (en) de magie de Cambridge. Deux chaires de mathématiques (en), l'une à Cambridge et l'autre à Oxford, ont été fondées en 1927 grâce à un legs de Rouse Ball et portent son nom, de même qu'une chaire (en) de droit anglais à Cambridge.

## Travaux
- (en) A History of the Study of Mathematics at Cambridge; Cambridge University Press, 1889, republié en 2009,  (ISBN 9781108002073).
- (en) A Short Account of the History of Mathematics (1888).
- (en) Mathematical Recreations and Essays (1892), republié en collaboration avec H.S.M. Coxeter.
- (en) A History of the First Trinity Boat Club (1908).